# Filipe Augusto Carvalho Souza
Filipe Augusto Carvalho Souza (Bahia, Brasil, 12 d'agost de 1993) més conegut com a Filipe Augusto, és un futbolista brasiler que juga de centrecampista al Rio Ave FC.

## Carrera
Als 16 anys va entrar en la pedrera de l'Esporte Clube Bahia, debutant en 2012 amb el primer equip gràcies al tècnic Paulo Roberto Falcão el 29 de febrer de 2012 en un partit contra el Camaçari en el Campionat baiano.
El 18 de juny de 2012, als 18 anys i representat per Jorge Mendes, va fitxar pel Rio Ave Futebol Clube de la Primeira Lliga de Portugal a canvi de 2,2 milions d'euros per cinc temporades, debutant el 18 d'agost enfront del Marítimo. A les ordres del tècnic Nuno Espírito Santo el club aconsegueix la permanència en la màxima divisió portuguesa per dos anys consecutius, i fins i tot aconsegueix a disputar dos finals en la temporada 2013/14, sent subcampions de la Copa de Portugal i la Copa de la Lliga.
L'1 de setembre de 2014, amb 20 anys arriba cedit per una temporada al València Club de Futbol per petició del tècnic Nuno Espírito Santo per completar el mig del camp valencianista davant la impossibilitat de fitxar en aquell moment a Enzo Pérez, jugador que arribaria en el mercat d'hivern. El 22 de setembre debuta en el campionat en la 4 jornada substituint en el minut 80 a Dani Parejo en la victòria 0-3 del València al Getafe CF en el Coliseum Alfonso Pérez. Va disposar de diverses oportunitats amb l'equip durant la primera volta del campionat en ser la primera opció per suplir qualsevol baixa al centre del camp, però a poc a poc va anar tenint menys minuts.

## Selecció
Filipe Augusto va disputar el Torneig Esperances de Toulon de 2013 a França, on es va proclamar campió amb la selecció de futbol sub-20 del Brasil.
A la tardor de 2014 debuta i és convocat per a diverses trobades de la selecció de futbol sub-21 del Brasil.